# Inocarpus fagifer
Inocarpus fagifer là một loài thực vật có hoa trong họ Đậu. Loài này được (Parkinson) Fosberg miêu tả khoa học đầu tiên.

## Hình ảnh

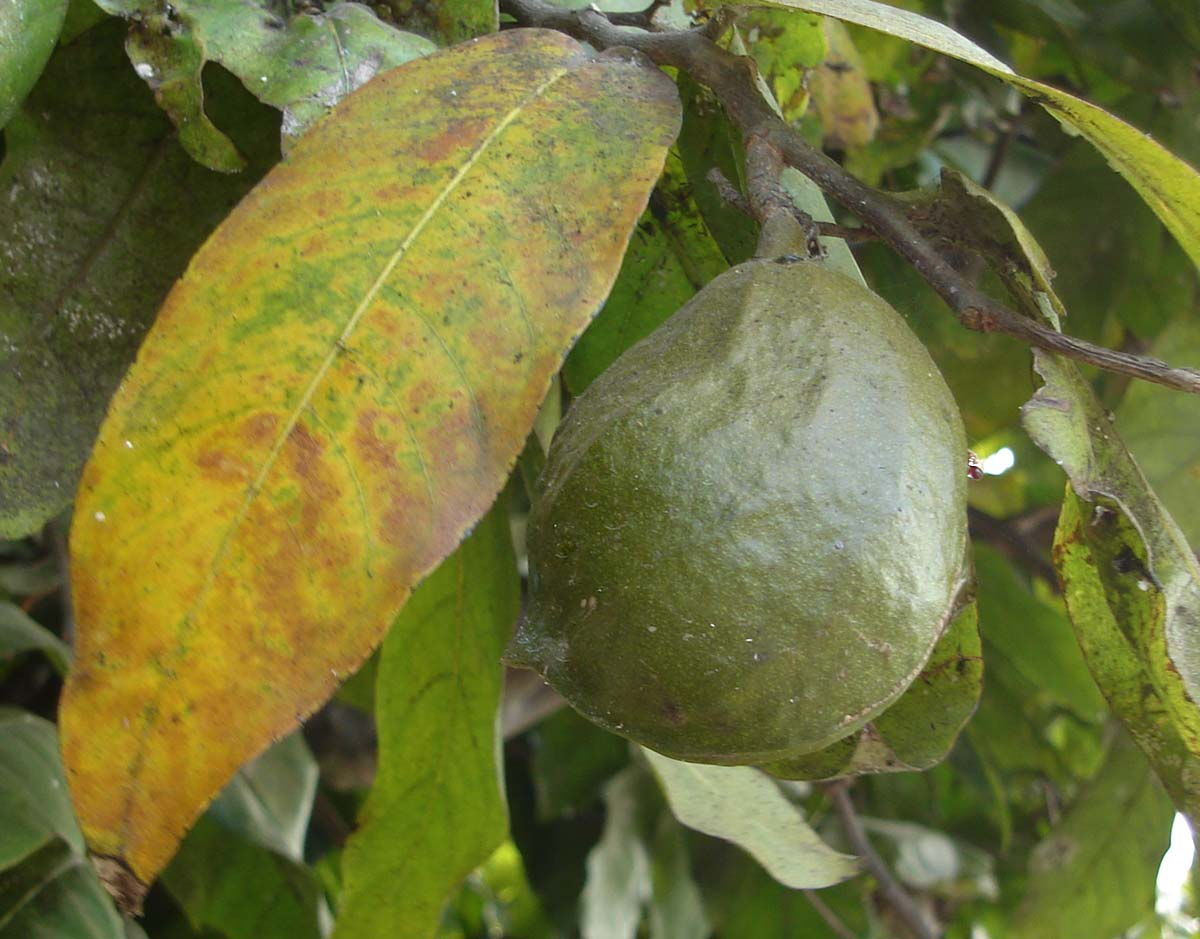
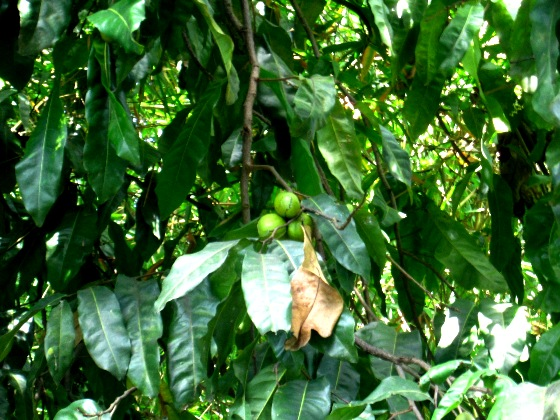